# Geschichte Litauens

Wappen Litauens

Die Geschichte Litauens umfasst die Entwicklungen auf dem Gebiet der Republik Litauen und der historischen litauischen Reiche von der Urgeschichte bis zur Gegenwart. Sie ist eng verbunden mit der der Kiewer Rus, der Geschichte Russlands, der Geschichte Deutschlands und insbesondere der Geschichte Polens sowie der Geschichte von Belarus. Die erste Erwähnung Litauens in westlichen Quellen stammt aus dem Jahr 1009. Litauen trat als geeintes Staatswesen spätestens im 13. Jahrhundert in Erscheinung.
Westliche Mächte betrachteten die baltischen Litauer als letzten Hort des europäischen „Heidentums“, potenzielles Missionsgebiet der Kirche und Expansionsgebiet des livländischen und preußischen Ritteradels. Mitglieder der Mindaugasdynastie nutzten die Schwäche der Kiewer Rus nach dem Mongoleneinfall von 1240 aus und unterwarfen zwischen 1240 und 1250 Teilgebiete der Rus an der oberen Düna. Nach einer Phase der inneren Zerrüttung nach dem Tode Mindaugas’ einigten und erweiterten die Großfürsten Vytenis, Gediminas und Algirdas von 1293 bis 1377 das Litauische Reich um die südwestlichen und östlichen Teile der Kiewer Rus bis vor die Tore Moskaus und ans Schwarze Meer, die zuvor im Machtbereich der Goldenen Horde gelegen hatten. Im Norden und Westen konnten sich die Litauer erfolgreich gegen das Vordringen des Deutschen Ordens in Livland und Preußen behaupten.
Ab 1385 ging die Großmacht eine Personalunion mit dem Königreich Polen ein, unter Führung der litauischen Jagiellonen, die das heidnische Kernland Litauens christianisierten. In der Schlacht bei Tannenberg 1410 besiegte die Union das Heer des Hochmeisters. Die Verbindung mit Polen wurde 1569 in der Realunion zu Lublin gefestigt. Fortan bestand die Aristokratische Republik Polen-Litauen. Ab 1648 kam es zu einem anhaltenden inneren und äußeren Niedergang, worauf nach den drei Teilungen Polens ab 1772 die beiden Staaten schließlich 1795 von der politischen Landkarte Europas verschwanden.
Litauen blieb bis 1917 Teil des Russischen Kaiserreichs und erlangte 1918 die Unabhängigkeit. Am 15. Juni 1940 rückte die Rote Armee in Litauen ein. Die Litauische Sozialistische Sowjetrepublik (kurz „Litauische SSR“) wurde am 21. Juli 1940 offiziell begründet und trat kurz darauf der Sowjetunion bei. Von 1941 bis 1944 war Litauen von der Wehrmacht besetzt und gehörte zum Reichskommissariat Ostland. Von 1945 bis 1990 bestand wiederum die Litauische SSR als Teil der Sowjetunion (UdSSR). Im Zuge der Perestroika wurde nach freien Wahlen am 11. März 1990 die Unabhängigkeitserklärung verabschiedet, die in Litauen als Wiederherstellung der 1918 gewonnenen und durch den Hitler-Stalin-Pakt verlorenen Unabhängigkeit gesehen wurde. Litauen wurde 2004 Mitglied der EU und der NATO.

## Altsteinzeit (Paläolithikum)
Litauen ist verhältnismäßig spät eisfrei geworden. Die letzten Gletscher zogen sich vor ca. 16.000 Jahren zurück und hinterließen einen großen postglazialen See, aus dem allmählich Einzelgewässer entstanden. Menschliche Besiedlung ist ab dem Alleröd (Spätglazial, ab 12.700 v. Chr.) belegt. Die Rentierherden, denen die entsprechenden Jägergruppen folgten, waren nach Norden abgewandert. Wichtigste Nahrungsquelle der verbleibenden Bevölkerung bildete das Standwild, primär der Elch. Während der Jüngeren Tundrenzeit wurde es erneut kälter. Die Menschen jagten das zurückgewanderte Rentier und lebten in Zelten.
Mit dem Ende der Altsteinzeit verbreiten sich in Litauen verschiedene Kulturen. Lagerstätten der Jäger der Ahrensburger Kultur wurden in der Umgebung von Vilnius nachgewiesen, teils in Verbindung mit Funden, die denen der Bromme-Kultur (auch Lyngby-Kultur) ähnlich sind. Mit dieser Kultur der westlichen Ostsee lässt sich das jungpaläolithische, so genannte „baltische Magdalenien“ verbinden. Dieses ist vorwiegend im westlichen Baltikum verbreitet, zum Beispiel mit etwa 40 Fundstellen vorwiegend an den Ufern der Memel, der Neris und des Merkys. Sie liegen auf den hohen Flussterrassen und enthalten neben kurzen Kratzern aus Feuerstein die charakteristischen großen Stielspitzen.
Das ostwärts der Oder verbreitete Swiderien ist auch an der Weichsel, am Bug und an der Memel belegt. Es unterscheidet sich vom „baltischen Magdalenien“ in erster Linie durch die langen, schmalen Pfeilspitzen, die auf der Rückseite häufig flache Retuschen besitzen. Die Fundplätze liegen ebenfalls auf den Flussterrassen der Memel und des Merkys. In Litauen konnten etwa 60 Wohnplätze der Kultur entdeckt werden.
Die zahlenmäßig größte ist die so genannte Hybrid-Kultur, in der Merkmale des „Swiderien“ und des „baltischen Magdalenien“ in einem Fundkomplex zu finden sind, wobei der Anteil auf den einzelnen Fundplätzen sehr verschieden sein kann. Die Hybrid-Kultur war in einem Streifen zwischen Oder und Memel von Litauen bis Mittelpolen verbreitet.
Auf der Suche nach Feuerstein guter Qualität legten die paläolithischen Jäger und Sammler Entfernungen bis zu 100 km zurück. Wertvolle Fundstellen wurden wiederholt aufgesucht. In der Feuersteingrube von Ezerynai (Südlitauen) wurden 24 Schlagplätze für Feuerstein festgestellt. Den größten Teil der Funde bilden Rückstände wie formlose Abschläge und beschädigte Kernsteine und Feuersteinklingen. An den Werkplätzen lagen auch Schürfgeräte, die an Feuersteinbeile erinnern und woanders nicht vorkommen.

## Mittelsteinzeit (Mesolithikum)
Mit dem Ende der Jüngeren Tundrenzeit (Dryas) um etwa 9600 v. Chr. stiegen die Temperaturen bis zum Atlantikum stark an, jedoch immer wieder von Kälterückfällen unterbrochen. Der Wasserspiegel der Flüsse und Seen schwankte stark, was eine wechselnde Höhenlage der Wohnplätze veranlasste. Auch die Pflanzenwelt änderte sich. Zu Beginn des Mesolithikums herrschten Birken vor, dann begannen sich Kiefern, Haselnuss und andere Laubbäume auszudehnen. Die Rentiere zogen erneut nach Norden ab, die Tierwelt wurde artenreicher.
In der Mittelsteinzeit gab es in Litauen vier Kulturen. Während der älteren Mittelsteinzeit die Maglemose-, die Memel- und im Norden die Kunda-Kultur. Typisch für die Kunda-Kultur ist das umfangreiche Inventar von Knochen- und Geweihartefakten wie Angelhaken, Eispickel, Hacken, Harpunen, Geräten zum Knüpfen von Netzen und Tüllenäxten. Im Vergleich zu der Memel-Kultur ist das Feuersteininventar in den Siedlungen der Narva-Kultur, vor allem ihrer westlichen Variante, sehr spärlich. Unter den Steingeräten finden sich geschliffene Äxte, Mahl- und Wetzsteine und Senksteine für Fischernetze. Sie unterschied sich von der Memel-Kultur durch die unterschiedliche Zusammensetzung der Geräteinventare. Zur Bearbeitung der Tierfelle wurden Schaber, für härtere Materialien Stichel und Hohlschaber verwendet. Ovale Kernbeile und aus großen Abschlägen gefertigte Scheibenbeile gehörten zum Gerätebestand der Wohnplätze. Knochen- und Geweihartefakte ergänzten die Inventare. Man fand gezähnte und gekerbte Harpunen. Lanzenspitzen mit rundem und dreikantigem Querschnitt und solche mit Einsätzen von Feuersteinklingen. Für die ovalen Beile wurden Fassungen aus Geweih und Schäfte aus Holz hergestellt. Zum Fischfang wurden Netze aus Lindenbast geknüpft. Durch Absinken des Wasserspiegels der Ostsee waren den mittelsteinzeitlichen Menschen die reichen Feuersteinvorräte an den unteren Flussterrassen zugänglich.
Die meisten mittelsteinzeitlichen Fundplätze sind verhältnismäßig klein und waren nur kurzzeitig bewohnt. Ihre Flächen betrugen 200 bis 500 m². Auf Plätzen, zu denen man vermutlich öfter zurückkehrte, liegen die Funde über größere Flächen verstreut.
In den Jahren 1985 und 1986 wurden in Westlitauen auf der Spiginas-Insel im Birzulis-See drei mesolithische Gräber entdeckt. Die Toten waren ausgestreckt niedergelegt und mit Ocker bestreut beigesetzt worden. Neben den Skeletten lagen Pfeilspitzen aus Feuerstein und durchbohrte Zähne von Hirschen, Elchen und Bibern, die als Anhänger getragen wurden.

## Jungsteinzeit (Neolithikum)
Das Neolithikum lässt sich in Litauen in zwei Perioden teilen, in die frühe und mittlere Phase (4. Jahrtausend v. Chr.) und die späte (3. Jahrtausend bis Anfang des 2. Jahrtausends v. Chr.). Zu Beginn des Neolithikums war das Klima, obwohl bereits kühler als im Atlantikum, immer noch günstiger als heute, die Winter waren milder und die Vegetationsperiode dauerte länger als heute. Im Spätneolithikum wurde es kühler. Der Bestand an Kiefern, Birken und Erlen nahm zu, während Eichen, Linden und Ulmen weniger gediehen.
Im Frühneolithikum entwickelten sich in Litauen und im Norden von Ostpreußen zwei verwandte Kulturen: die Narwa-Kultur aus der mesolithischen Kunda-Kultur sowie die Memel-Kultur. Beide behielten die mesolithische Jäger- und Sammlerkultur bei, besaßen aber Keramik. Das Festhalten an der alten Lebensweise kann durch die Verbreitung der Seehundjagd an der Küste erklärt werden.
Der verbreitetste Keramiktyp dieser Phase sind spitzbodige Gefäße mit breiten Mündungen, die spärliche Verzierungen tragen. Oft sind nur die Ränder mit dreieckigen Eindrücken verziert (sog. Grübchenkeramik). Im mittleren Neolithikum wurden die Gefäße kürzer und breiter. Erst später kommen flache Böden vor.
Das Spät-Neolithikum seit etwa 2700 v. Chr. ist gekennzeichnet durch eine lokale Ausprägung der Schnurkeramik mit der zur Bootaxtkultur gehörigen Untergruppe der Haffküsten-Kultur. Die Siedlungen der Haffküsten-Kultur kommen in Litauen insbesondere an der Ostseeküste vor. Im Gebiet der Stadt Palanga und auf der Kurischen Nehrung sind etwa 20 Fundstellen bekannt, von denen nur Nidden erforscht wurde. Typisch für die Haffküsten-Kultur sind flachbodige Gefäße und geschliffene Bootäxte. In der Tonmasse der Keramik gibt es nur mineralische Beimischungen. Bei der Fertigung von kunstvollen, ornamentierten Töpfen wurde Sand oder gemahlener Granit zugefügt. Für den alltäglichen Gebrauch bestimmte große Töpfe bekamen grobe Granitsplitter und fein zerkleinerte Gefäßscherben als Magerung beigemengt. Die Keramik lässt sich in Amphoren, Becher, runde Schüsseln, kleinere längliche Schüsseln, weitmündige Töpfe und kleine Tassen gliedern. Die Töpfe wurden mit Fischgrätenmustern, Schnur-, Strichbündel-, Zahnstockverzierungen und Wulstringen geschmückt. Am häufigsten wurde der obere Teil verziert.
Im späten Neolithikum entstanden in Litauen befestigte Siedlungen. Sie besaßen eine Einhegung aus zwei oder drei parallelen Reihen eingeschlagener Pfähle, die die Siedlung in einem unregelmäßigen Bogen umgaben. Die Wohnbauten waren eckige Pfostenkonstruktionen oder ovale, etwas in den Boden eingesenkte Unterkünfte. Die Feuerstellen waren in kleinen Vertiefungen angelegt und besaßen keine Steinsetzungen.
Die Jagd hatte nach wie vor hohen Stellenwert. Davon zeugen Pfeil- und Lanzenspitzen, die in allen Siedlungen vorkommen, sowie Geräte aus Holz (Bögen und Lanzen), Stein und Tierknochen. Aus den Knochen kann man schließen, dass im frühen Neolithikum hauptsächlich Elche und Wildschweine, in der mittleren Jungsteinzeit Hirsche, Rehe, Wildschweine und Wisente und in der spätesten Phase Hasen, Pferde und Wisente gejagt wurden. In allen Perioden erlegte man Pelztiere, Vögel und Robben. Im Neolithikum entwickelte sich der Fischfang besonders stark. Man fing vor allem in Flüssen und Seen Hechte und Zander, aber auch Bleie, Schleie und Welse, an den Küsten Dorsche, Flundern und Thunfische. Dabei wurden einfache, aus dem Mesolithikum übernommene Fischfanggeräte wie Harpunen, Fischstecher aus Holz, Lanzen und hölzerne Schlägel verwendet. Darüber hinaus benutzten die Fischer Netze und Reusen. Die Netze wurden aus Lindenbast geknüpft. Der obere Teil des Netzes wurde von Schwimmern gehalten, die aus Birken- oder Kieferrinde hergestellt waren. Der untere Netzteil wurde mit Senksteinen beschwert. Der Fischfang ist ohne Einbäume, die aus einem ausgehöhlten Baumstamm angefertigt wurden, kaum vorstellbar.
Daneben war das Sammeln vorwiegend von Hasel- und Wassernüssen eine wichtige Nahrungsquelle. In der Siedlung von Nidden fand man verkohlte Wildäpfel. Wahrscheinlich wurden sie als Vorrat getrocknet. Knollen und andere pflanzliche Nahrungsmittel wurden mit Spaten aus Geweih und Holz ausgegraben.
Der Beginn eines vergleichsweise rudimentären Ackerbaus lässt sich in Litauen für das mittlere und spätere Neolithikum nachweisen. Wichtige Belege sind Furchenstöcke aus Eschenholz. Sie waren zum Furchenziehen, aber nicht zum Umbrechen von Brachland geeignet. Dazu verwendete man Steinhacken. In den jungsteinzeitlichen Siedlungen wurden neben den Knochen des Hundes auch die von Rindern, Schafen, Ziegen und Schweinen gefunden, die Rückschlüsse auf die Viehhaltung zulassen. Im Vergleich zu den Knochen der Jagdtiere bilden sie nur einen geringen Teil. Geräte aus Holz wie Löffel, Kellen, Mörserkeulen und Schüsseln fanden im Haushalt Verwendung. Aus Birkenrinde flocht man Körbe. Fasern wurden aus Linden- und Weidenbast gewonnen, seit der Mitte des Neolithikums auch aus Hanf. Man fand Fragmente von Matten sowie ihre Abdrücke auf den Böden von Gefäßen. Zum Spinnen waren hölzerne Spinnrocken und Spinnwirtel in Gebrauch. An den Gefäßwänden fand man Stoffabdrücke; in der Siedlung Šventoji 2B sogar einen Stofffetzen.
Bernsteinschmuck war vor allem an der Küste beliebt. Er besteht zumeist aus ovalen, viereckigen und trapezförmigen Anhängern, die zum Teil mit Punktreihen verziert sind. Zu den häufigsten Schmuckgegenständen zählen linsenförmige Knöpfe mit V-Bohrung und röhrenförmige Perlen. Zu den meist realistischen Kunsterzeugnissen gehören Ritualstäbe mit Elchköpfen, die auf eine von der Schnurkeramik unabhängige Tradition verweisen. Der Künstler, der den sorgfältig geschliffenen Stab aus Šventoji 2B fertigte, kannte die Anatomie des Tieres sehr gut.
Auch Abbildungen von Menschen, die viel schematischer als die von Tieren sind, kommen häufig vor. Es sind kleine Amulette oder eingeritzte stilisierte Formen an Gefäßwänden oder größere Holzskulpturen. Zu den eindrucksvollsten gehört eine zwei Meter große Skulptur aus der Siedlung Šventoji 2B. Sie wurde aus einem Schwarzerlenpfosten gefertigt. Die Rinde fehlt nur am langgezogenen Gesicht und Halsbereich der Plastik. An der Stirn ist noch die Wölbung des Pfostens zu erkennen. Die Augenhöhlen sind von den Brauen bis zum Kinn eingetieft und formen die schmale Nase. Anstatt des Mundes ist eine Kinnwölbung zu erkennen.
Im frühen und mittleren Neolithikum begrub man die Toten in den Siedlungen oder in nächster Nähe. Die Verstorbenen wurden in ausgestreckter Lage in unterschiedlicher Orientierung beigesetzt. In vier Gräbern der Narwa-Kultur lag eine lanzettförmige Pfeilspitze aus Feuerstein, geschliffene Knochenmeißel, ein Knochendolch und die zugespitzten Hauer eines Wildschweinkeilers. Zwei Skelette waren mit Ocker bestreut. Im Jungneolithikum wurden Bestattungen auch in Hockerlage vorgenommen.

## Bronzezeit und frühe Eisenzeit
(15. Jahrhundert v. Chr. bis 1. Jahrhundert n. Chr.)
Obwohl die Bronzezeit in Mitteleuropa früh einsetzte, erreichten die Kenntnisse über Metalle das Baltikum erst mit sehr großer Verspätung. Metallvorkommen gab es im Ostseeraum nicht und ein nennenswerter Tauschhandel mit den Metallurgiezentren existierte nicht. Zwar war Bernstein bereits in der späten Jungsteinzeit ein begehrter Rohstoff, aber der nennenswerte Export begann im 16. Jahrhundert v. Chr. Davon profitierte jedoch nur das Gebiet der ergiebigsten Bernsteinvorkommen an den Küsten Ostpreußens. Bernstein war so begehrt, dass bronzene Äxte, Armringe, Dolche, Gewandnadeln und sogar Goldschmuck hierher gelangten.
Das Baltikum teilte sich kulturell in zwei Zonen, die bis ins Mittelalter fortbestanden. Ostpreußen und die litauisch-lettische Küste wurden durch den Bernstein wirtschaftliches Einzugsgebiet Mitteleuropas und empfingen von dort kulturelle Impulse.
Das heutige Litauen und Lettland waren den Einflüssen weniger ausgesetzt und verharrten in archaischen Lebensformen. Diese Lebensformen hielten sich in einigen Bereichen bis ins 19. Jahrhundert in bemerkenswert reiner Form, wofür das Litauische, eine sehr urtümliche indoeuropäische Sprache, ein Beispiel ist. Der ostbaltische Raum, der Kreis der „Burgbergkulturen“, hat kaum Bronzegeräte aufzuweisen. Er umfasst verschiedene namenlose Gruppierungen im Verbreitungsbereich baltischer Gewässernamen. Diese Gruppen siedelten in kleineren oder größeren befestigten Siedlungen beziehungsweise auf den stärker befestigten so genannten Burgbergen. Die Bevölkerung errichtete Pfostenbauten (anstelle der in die Erde eingetieften Hütten) und lebte vorwiegend von Viehzucht und Jagd. Kulturelle Unterschiede machen sich lediglich in der Töpferei bemerkbar. Die Keramik ist schlicht und nur im Oberteil strichverziert, weshalb man im 1. Jahrtausend v. Chr. von „Strichkeramikkultur“ spricht. Ihre Verbreitung erstreckt sich von der Beresina im Osten, einem Nebenfluss des Dnepr, bis nach Kurland im Westen. In Litauen gibt es Hunderte befestigter Siedlungen der Strichkeramikkultur, die über Jahrhunderte oder ein Jahrtausend kontinuierlich bewohnt waren. Sie liegen bevorzugt an Steilufern über Seen oder Flussufern und sind von unterschiedlicher Größe mit Flächen zwischen 100 und 5000 m². Ältere Hügelsiedlungen waren mit Palisaden eingezäunt. Die eisenzeitlichen Burgberge befestigte man mit Gräben und Wällen, die aus Stein, Erde und Holz bestanden und sich teilweise auffallend gut erhalten haben. Aber selbst wenn sie heute ziemlich zerstört sind, stellen sie doch die wichtigste Quelle für Leben und wirtschaftlichen Tätigkeiten der Litauer dar, denn die in den Ebenen liegenden Siedlungen sind durch den Ackerbau inzwischen fast völlig vernichtet worden und Gräber der Burgbergkultur sind so gut wie unbekannt.
Größte Bedeutung für die Ernährung besaß weiterhin die Viehhaltung. Der Haustieranteil am Knochenmaterial beträgt in Norkǔnai 78 %, in Sokiškiai 87 % und in Nevieriške sogar 93 %. Überwiegend wurden Schweine (etwa 50 %) und Rinder (knapp 30 %) gehalten, seltener Kleinvieh und Pferde. Gejagt wurden Bär, Biber, Elch, Hirsch und Wildschwein, die zudem Felle, Geweih, Leder und Pelze lieferten. Ergänzt wurde die Speisekarte durch Fische, worauf Angelhaken, Harpunen aus Knochen und tönerne Netzsenker hinweisen. Da Metalle noch unerreichbarer Luxus waren, verwendete man auch im 1. Jahrtausend v. Chr. Knochen- und Steinwerkzeuge.
Als typisch kann der vom Ende des 2. Jahrtausends v. Chr. bis zum 1. Jahrhundert n. Chr. besiedelte Burgberg von Nevieriške gelten, von dem etwa 250 Steingeräte stammen, darunter 92 Beile und 40 Schaftlochäxte (einschließlich unfertiger Exemplare, die die Herstellung vor Ort belegen), aber nur ein Mahlstein. Ähnlich sieht der Bestand auf anderen Burgbergen aus. Die seltenen Mahlsteine sind Hinweis darauf, dass in dieser Periode wenig Getreide angebaut wurde. Offensichtlich beschaffte sich pflanzliche Nahrung in diesem Stadium wie in den Jahrtausenden zuvor durch Sammeln.
Die Mehrzahl der Funde besteht aus Schmuckgegenständen, aus Knochen, Waffen und Werkzeugen. Aus vertrautem Material fertigte man Äxte, Dolche, Meißel, Pfrieme, Pfeil- und Lanzenspitzen. Schmuck ist vorwiegend durch Ziernadeln vertreten, von denen einige bronzene Exemplare zum Vorbild haben. Auf den Burgbergen fanden sich auch Bronzenadeln oder deren Bruchstücke. Zwischen 1500 und 1000 v. Chr. sind Gerät und Schmuck aus Metall noch selten. Während der frühen Eisenzeit werden bronzene Äxte, Anhänger, Arm- und Halsringe, Lanzenspitzen, Nadeln und Sicheln häufiger. Es handelt sich ursprünglich um Importe, aber Bruchstücke von Gussformen und kleine Schmelztiegel belegen die Anwesenheit von Bronzeschmieden, die es verstanden, Altmetall auf den Burgbergfunden zu verarbeiten. Wie die Metallanalyse bestätigte, ähnelt das baltische Material der in Mitteleuropa verwendeten Bronze. In den jüngsten Kulturschichten der Burgberge treten erst spärlich auch Eisengegenstände (Messer, Pfrieme, gelegentlich Fibeln) sowie Eisenschlacken auf.
Es wird angenommen, dass die Ahnen der Balten ca. 3000–2500 v. Chr. die heutigen baltischen Gebiete erreichten und die Ansässigen assimilierten. Woher diese kamen, ist umstritten, wie auch die Frage nach der Urheimat der Indogermanen, von denen sie abstammen. Das Territorium, in dem die Balten siedelten, umfasste etwa 800.000 km²: von der Ostsee bis zur oberen Wolga und zum Dnepr. Schätzungen gehen von einer Bevölkerung von etwa 500.000 Menschen aus. Eine Differenzierung der Balten in Ostbalten und Westbalten ist ab der Zeitenwende anzunehmen. Sie erfolgt nach rein sprachlichen Gesichtspunkten und ist umstritten.
Die erste Erwähnung der Westbalten stammt vom römischen Historiker Tacitus, der Ende des ersten Jahrhunderts in seiner ethnographischen Schrift Germania die Aestii (gentes Aestiorum) erwähnte und ihr Siedlungsgebiet an der Ostseeküste nördlich der Slawen verortete.
Erst nach der ersten Jahrtausendwende n. Chr. bildeten sich die heute bekannten baltischen Stämme: Prußen, Žemaiten, Jotwinger, Nadrauer, Skalwen, Kuren, Semgallen, Selonen, Galinden, Latgallen, Letten und Litauer. Letztere lebten im Gebiet zwischen dem Oberlauf der Memel und der Neris.

## Mittelalter bis 1300

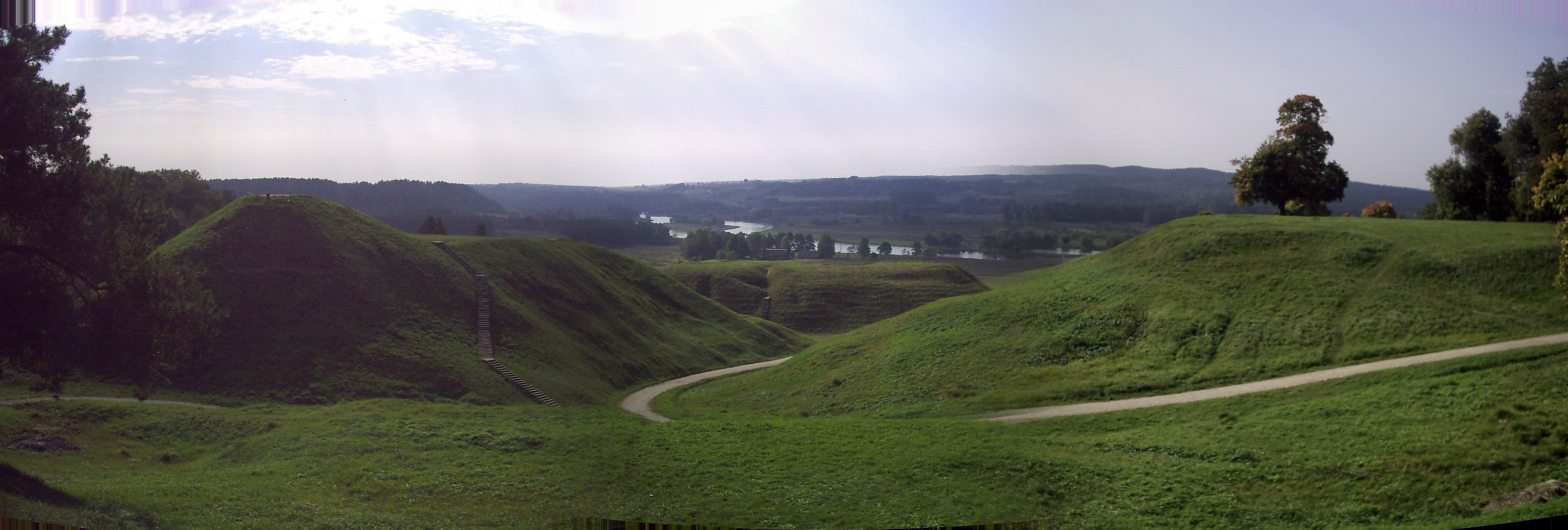
Kernavė-Burghügel

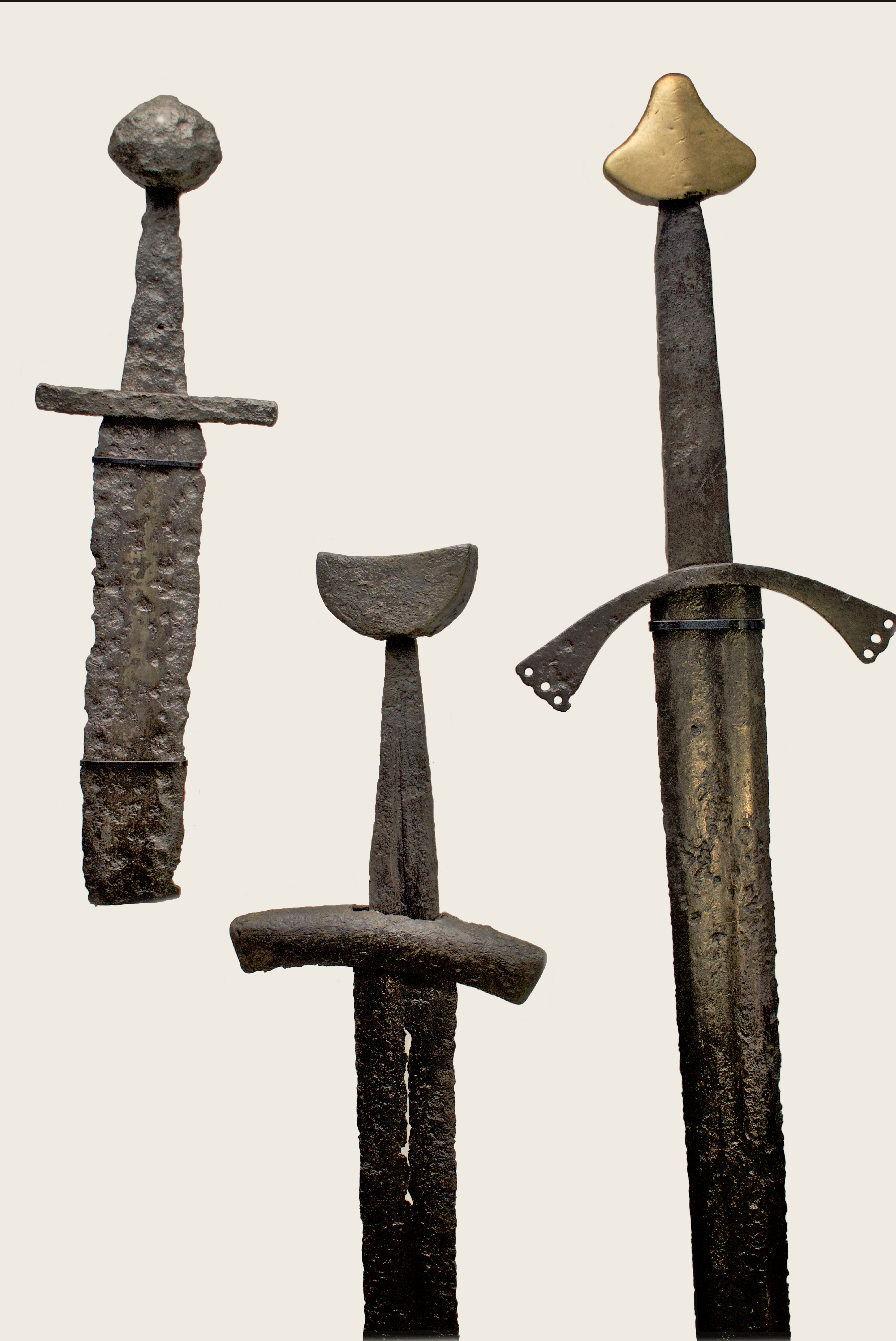
Litauische Schwerter, 13. Jahrhundert

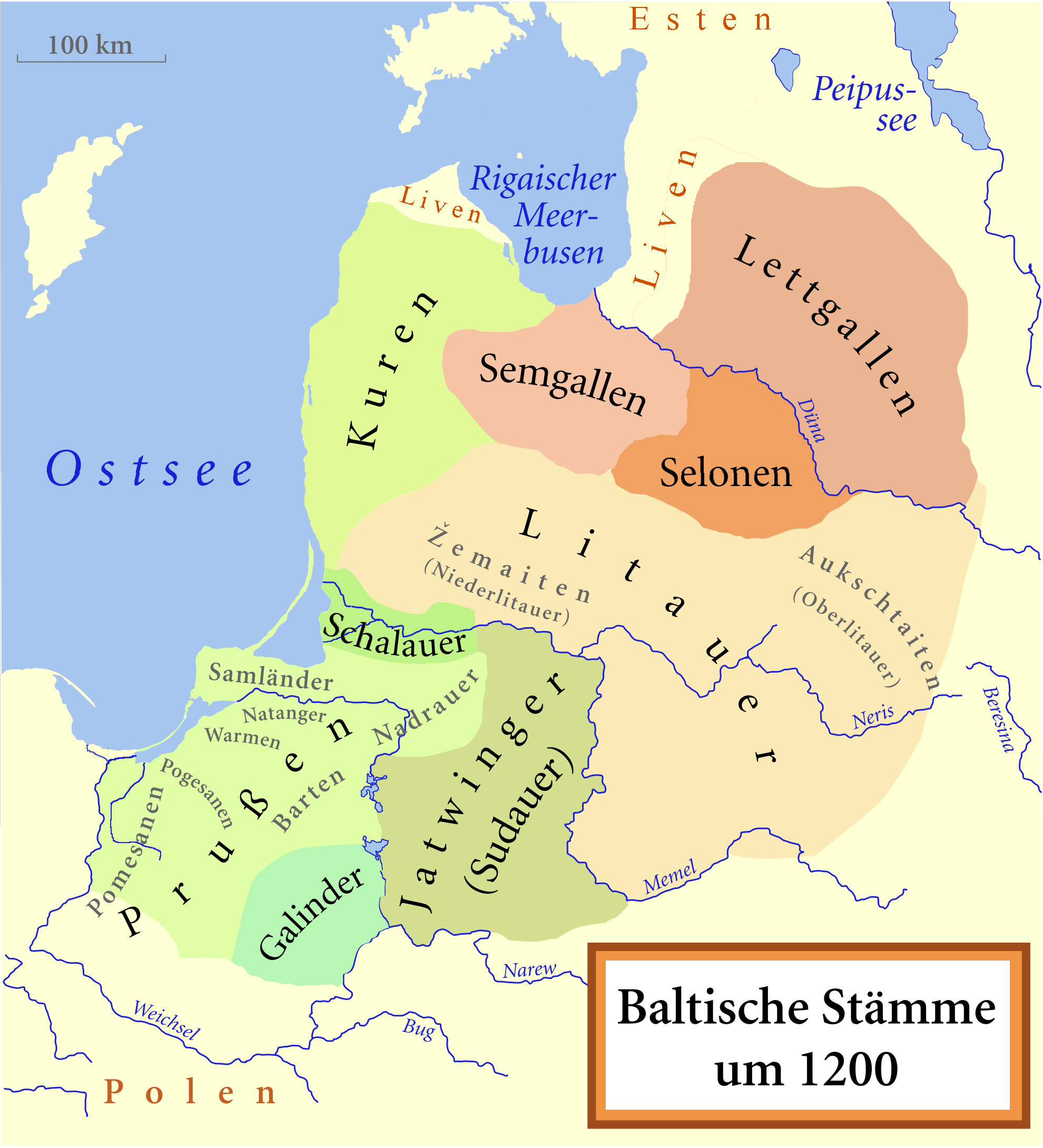
Die Siedlungsgebiete der baltischen Völker kurz vor der um 1200 einsetzenden Christianisierung

Litauen war zwischen etwa 850 n. Chr. und 1230 ein Teil der Kiewer Rus und wurde von Rurikiden regiert. Bis dahin lebten die litauischen Stämme unter kleinen Fürsten. Sie hatten eine strenge Kasteneinteilung in Priester, Fürsten (preuß. Reiks oder Rekis, lit. kunigas, lett. kungs), Krieger, Grundbesitzer, freies Volk und Leibeigene.
Geschriebene Gesetze oder Rechtssammlungen gab es damals nicht. Die oberste Gewalt befand sich in der Hand des ersten Priesters Kriwe-Kriweito (lit. Krivis Krivaitis). Mord und Diebstahl wurden sehr streng bestraft. Hauptbeschäftigung waren Ackerbau und Handel mit den Schweden und Slawen.
Der Name Litauen (als Litua) erscheint in schriftlichen Quellen zum ersten Mal im Jahre 1009 in den Quedlinburger Annalen im Zusammenhang mit dem Mönch Brun von Querfurt, der das dortige Volk zum Christentum bekehren wollte:

„Sanctus Bruno, qui cognominatur Bonifacius, archiepiscopus et monachus, XI. suae conversionis anno in confinio Rusciae et Lituae a paganis capite plexus, cum suis XVIII, VII. Id. Martii petiit coelos“

„Der heilige Bruno, der den Beinamen Bonifacius hat, Erzbischof und Mönch, wurde im elften Jahre seiner Konversion im Grenzgebiet Russlands und Litauens von Heiden mit achtzehn Seinigen am 9. März enthauptet und zog gen Himmel.“

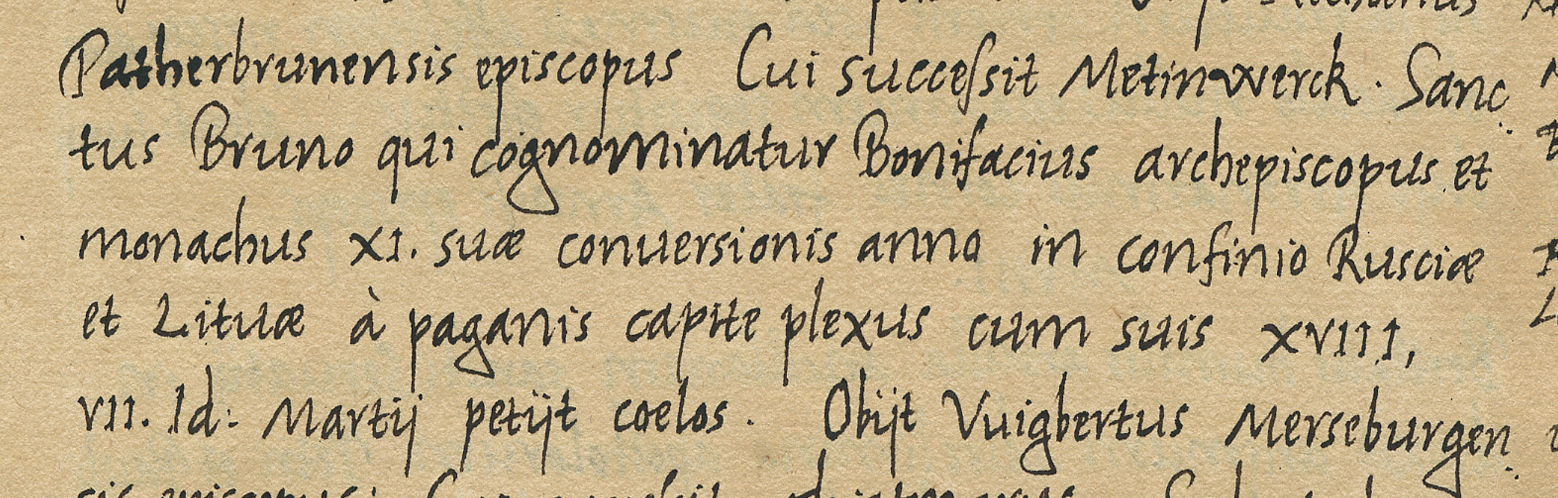
Passage aus den Quedlinburger Annalen mit Erwähnung Litauens (31v)

Im 13. Jahrhundert begann, deutlich später als bei den slawischen Nachbarvölkern und begünstigt durch den Machtverlust der Kiewer Rus, die Staatenbildung der litauischen Stämme. Ein erster wichtiger Schritt zur Einigung ist das Beistandsabkommen von 20 litauischen Fürsten mit Galizien-Wolhynien im Jahre 1219. Bereits in diesem Dokument findet der Name von Mindaugas als einer der mächtigen Fürsten Erwähnung. Er wurde der erste wichtige Herrscher der Litauer und konnte die Herrschaft Litauens nach Osten ausdehnen. Auf dem Gebiet des heutigen Litauen befand er sich allerdings in Konkurrenz mit dem Fürsten der Samogitien, Vykintas. Er paktierte daher kurzzeitig mit dem Deutschen Orden, der seit dem Ende des Schwertbrüderordens im Jahre 1236 Litauens Nachbar im Norden (Livland) und im Südwesten (Preußen) war. Er ließ sich 1251 taufen und wurde 1253 zum König von Litauen gekrönt. Damit entzog er dem Deutschen Orden die Legitimität unter dem Vorwand der Missionierung gegen Litauen militärisch vorzugehen. Zudem trat er dem Orden seine Gebiete in Samogitien und Schalauen ab und versprach ihm für den Fall seines Todes sein ganzes Reich. Dies machte er rückgängig, nachdem die bislang mit ihm verfeindeten Samogiten unter Treniota dem Deutschen Orden 1260 in der Schlacht an der Durbe in Kurland eine schwere Niederlage beibringen konnten. Er schwor wohl dem christlichen Glauben ab und konnte zusammen mit Treniota und unterstützt durch Aufstände der Semgallen in Lettland und der südlich Litauens siedelnden heidnischen Prußen das litauische Herrschaftsgebiet gegen den Deutschen Orden sichern. Weitere Erfolge wurden durch innere Machtkämpfe in Litauen verhindert, die mit der Ermordung Mindaugas’ durch Treniota begannen und erst durch die Ernennung von Traidenis zum litauischen Großfürsten im Jahr 1270 beendet wurden.

## Großfürstentum Litauen: Aufstieg zur Großmacht im 14./15. Jahrhundert

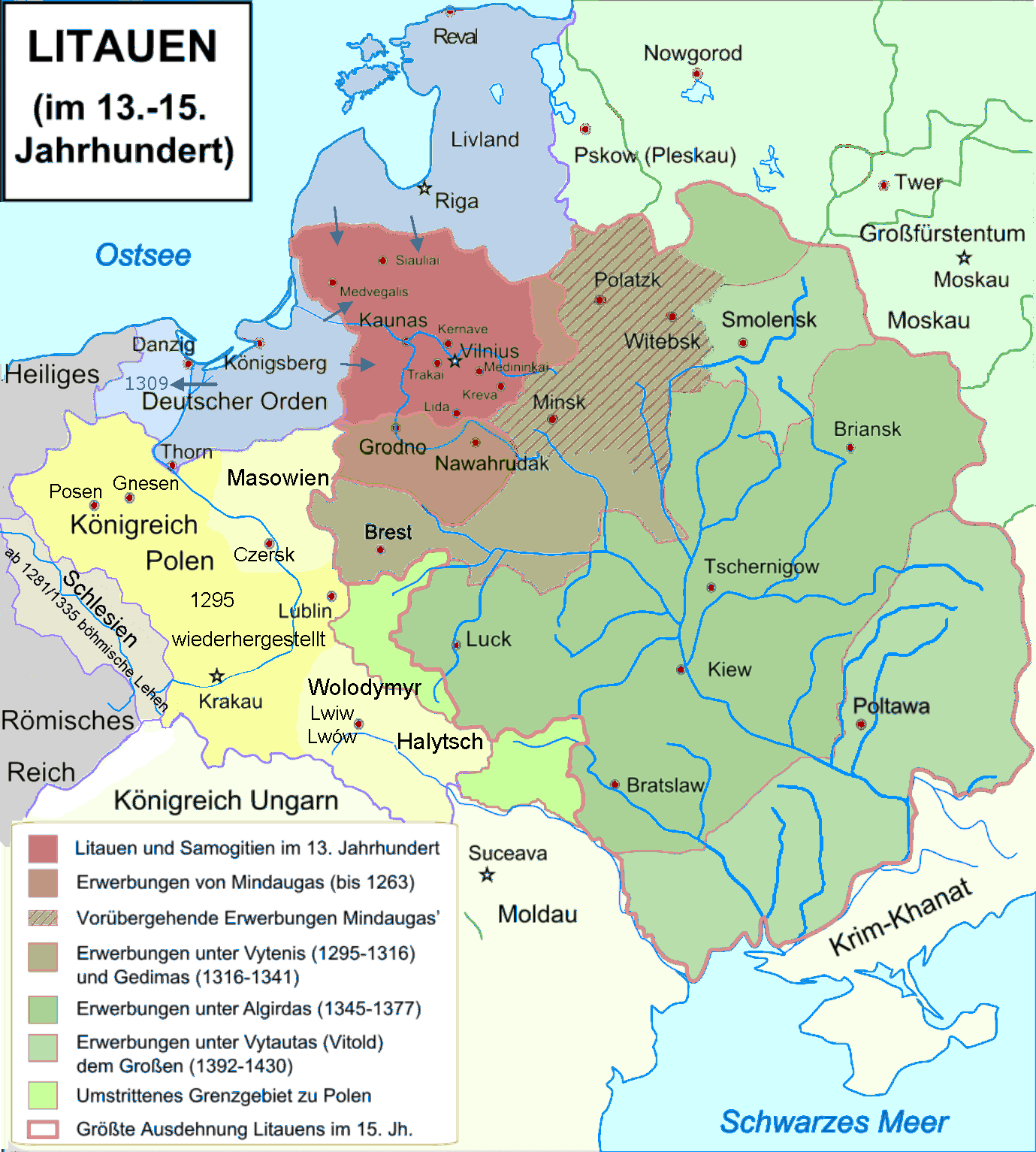
Litauens Expansion nach Südosten unter den Großfürsten Mindaugas I. Vytenis, Algirdas und Vytautas – die territoriale Entwicklung während des Spätmittelalters

Im 14. Jahrhundert erfolgte, insbesondere unter Großfürst Gediminas und unter seinen Söhnen Algirdas und Kęstutis, der Aufstieg Litauens zur europäischen Großmacht. 1323 gründete Gediminas die Hauptstadt Vilnius. Nach dem Einfall der Tataren in Osteuropa und der Zerschlagung der Kiewer Rus hatten sich viele ostslawische Fürsten dem Großfürstentum Litauen angeschlossen, andere wurden Litauen tributpflichtig. Belarus, Teile der Ukraine und Westrusslands standen jetzt unter litauischer Herrschaft. Deshalb spielte im Laufe der Zeit die ostslawische Sprache und Kultur im Großfürstentum Litauen eine Rolle. Da es hier bereits eine Schriftsprache gab, wurde diese als Amts-Schriftsprache, das sogenannte Kanzleislawische, des Großfürstentums genutzt. An der Westgrenze konnten Gediminas und sein Sohn Kęstutis die ständigen Vorstöße der Ordensritter (siehe: Litauerkriege des Deutschen Ordens) parieren, die von Preußen her immer wieder „Reisen“ tief in litauisches Gebiet unternahmen, die Litauer aber nie entscheidend schwächen konnten.
Nach dem Tod des polnischen Königs Kasimir III. des Großen (Kazimierz III Wielki) eröffnete sich 1385/86 für Jogaila, den Sohn des Algirdas, die Möglichkeit, durch den Übertritt zum Christentum die polnische Königskrone durch die Heirat mit Kasimirs Enkelin Jadwiga Andegaweńska (Hedwig von Anjou) zu erwerben. Jogaila ließ sich also taufen, verband sich in der Union von Krewo ehelich mit Polens Königin und bestieg als König Władysław II. Jagiełło den polnischen Thron. Damit begründete er das Herrscherhaus der Jagiellonen und ein Lehnsverhältnis zwischen dem polnischen und litauischen Herrscher in Personalunion. 1387 gilt daher als Jahr der endgültigen „Taufe“ Litauens, wobei für Teile Niederlitauens erst 1413 als Datum der Christianisierung gilt. Der Personalunion von Krewo zog eine Reihe weiterer, immer stabilerer Unionen (1401, 1413, 1432, 1499, 1501) zwischen beiden Ländern nach sich.
Jogailas Versuche schon zu seiner Regierungszeit beide Reiche zu vereinen wurden von seinem Mitregenten Vytautas erfolgreich vereitelt. Nach jahrelangen Streitereien mit seinem Cousin Vytautas um die Macht im litauischen Großfürstentum, in denen sich Jogaila militärisch nicht gegen den mit dem Deutschen Orden paktierenden Vytautas durchsetzen konnte, einigten sich die beiden Cousins 1401 auf die Machtteilung: Jogaila (Władysław II Jagiełło) war als polnischer König für den Westen (die polnischen Gebiete) und Vytautas als litauischer Großfürst für den Osten zuständig.
Die Personalunion hatte für die orthodoxe Bevölkerung einschneidende Folgen. Zwar blieb der Status quo erhalten, doch in Folge wurden die Orthodoxen schlechter gestellt als die katholischen Polen und jetzt auch Litauer. Zuerst beschränkte sich die Christianisierung auf die Fürsten und die heidnische Bevölkerung in den litauischen Gebieten und ließ die Bevölkerung in den Herrschaftsgebieten der ehemaligen Rus unbehelligt. Im Rahmen der westkirchlichen Mission und Einflusserweiterung wurde jedoch Litauen von Rom und vom Königreich Polen instrumentalisiert. Dies rief eine Reihe von Konflikten mit dem Großfürstentum Moskau hervor, das sich als Verteidiger der Interessen der orthodoxen Bevölkerung positionieren konnte. Das Großfürstentum Litauen sah sich als rechtmäßiger Erbe der Rus (magnus dux Littwanie, Samathie et Rusie) und wurde zum Konkurrenten des Großfürstentums Moskau bei der Sammlung der russischen Erde. Besonders Vytautas verfolgte ehrgeizige Pläne zur Eroberung der Rus um sich der Oberherrschaft der seit 1386 bestehenden Union mit Polen zu entziehen. Die litauische Ostexpansion endete aber 1399 nach der Niederlage gegen die Tataren in der Schlacht an der Worskla. Vytautas gab den Plan auf, die Herrschaft über die ganze Rus für sich zu gewinnen. Dem folgte eine Umorientierung in der Außenpolitik nach Westen.
Mit vereinten Kräften (zusätzlich bekamen sie Unterstützung aus Ungarn), gingen Vytautas und Jogaila in der Folgezeit gegen den Deutschen Orden vor. Es gelang, die Westgrenze zu befrieden. Grundstein für den militärischen Erfolg bildete die Schlacht bei Tannenberg am 15. Juli 1410 (litauisch Žalgiris), bei der die Streitmacht des Deutschen Ordens in Preußen vernichtend geschlagen wurde. Das Heeresaufgebot des Livländischen Ordenszweiges nahm an dieser Schlacht aufgrund eines separaten Waffenstillstandes nicht teil. Danach konnte Vytautas, der bis zu seinem Tod 1430 regierte, sich nach Süden und Osten orientieren und das Herrschaftsgebiet Litauens bis an die Ufer des Schwarzen Meeres ausdehnen.
Durch die Schwäche der Rus-Nachfolgefürstentümer und die Siege gegen den Orden bildete die Personalunion Polen-Litauen im 15. und 16. Jahrhundert das mächtigste politische Gebilde des östlichen Europas, wenn sich auch durch die Vorstöße des Moskauer Großfürsten Iwan III. Litauen seit 1494 auf den Rückzug befand und die Ostgrenze nach der Eroberung Smolensks 1514 durch die Moskauer auf den Dnepr und den Sos zurückverlegen musste.

## Staatenunion Polen-Litauen im 15.–18. Jahrhundert

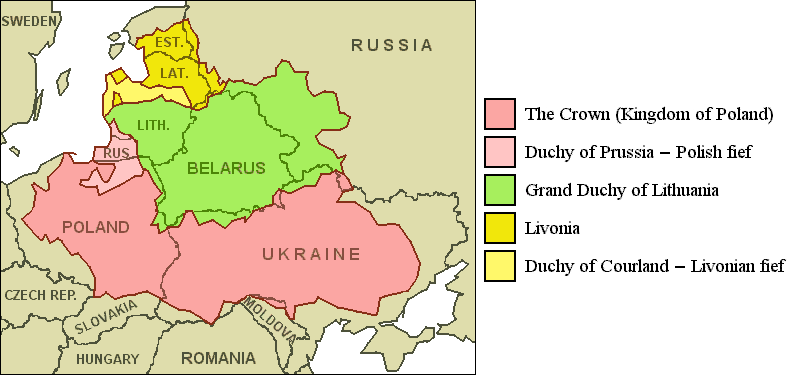
Großfürstentum Litauen als Teil des Doppelstaats Polen-Litauen um 1618

Nachdem Vytautas kinderlos gestorben war, konnte Jogaila († 1434) seinen Sohn Kasimir als litauischen Großfürsten platzieren. In den folgenden 100 Jahren verstärkte sich der polnische Einfluss durch diese enge Anbindung (der spätere polnische König regierte das Großfürstentum Litauen) mehr und mehr. Gleichzeitig stieg das Großfürstentum Moskau zu einer neuen bedrohlichen Macht an der Ostgrenze auf. Das Großfürstentum Litauen wurde durch die Attacken Moskaus (unter anderem Livländischer Krieg 1558–1582/83) erheblich geschwächt. In der unter dem Druck der Moskauer Westexpansion erfolgten Realunion von Lublin von 1569 wurde Litauen unter der königlichen Krone ein Teil Polens.
Diese Realunion bildete auch für die Geschichte der (damals litauischen) Ukraine eine deutliche Zäsur. Die ukrainischen Länder, die drei Woiwodschaften Wolhynien, Kiew und Podlachien fielen an den polnischen Reichsteil. Beide Länder erhielten einen gemeinsamen Herrscher, Senat und Reichstag. Der Monarch wurde in Polen gewählt und in Krakau gekrönt. Jeder dritte Reichstag musste auf litauischem Boden stattfinden. Außenpolitik und Münze bildeten Unionsangelegenheiten. Recht, Justiz, Verwaltung, Finanzen und Militärwesen regelten Polen und Litauen weiterhin selbständig. Dadurch blieb das litauische Statut von 1566 bestehen. In der Landesverwaltung behielt der litauische Adel das Recht auf Ämterbesetzung und Steuererhebung. Auch die Militäreinheiten blieben weiterhin auf der Grundlage der litauischen Adelsfahne organisiert. Die erhalten gebliebenen Privilegien verhinderten nicht die Polonisierung des litauischen Adels. Bereits im litauischen Statut von 1566 stand Polnisch gleichberechtigt neben Litauisch und Latein. Der Text der Unionsakte von Lublin war ausschließlich in polnischer Sprache abgefasst. 1696 wurde Polnisch im litauischen Reichsteil zur Kanzleisprache und zur lingua franca des litauischen Adels und Klerus. Damit war die Polonisierung abgeschlossen. Der Übertritt des schemaitischen Adels zur Union mit Schweden von 1655 oder die Wahl des litauischen Magnaten Michael Korybut Wisniowiecki zum König von Polen und Litauen (1669–1673) hatte für den litauischen Adel keine national-verbindende Wirkung mehr.

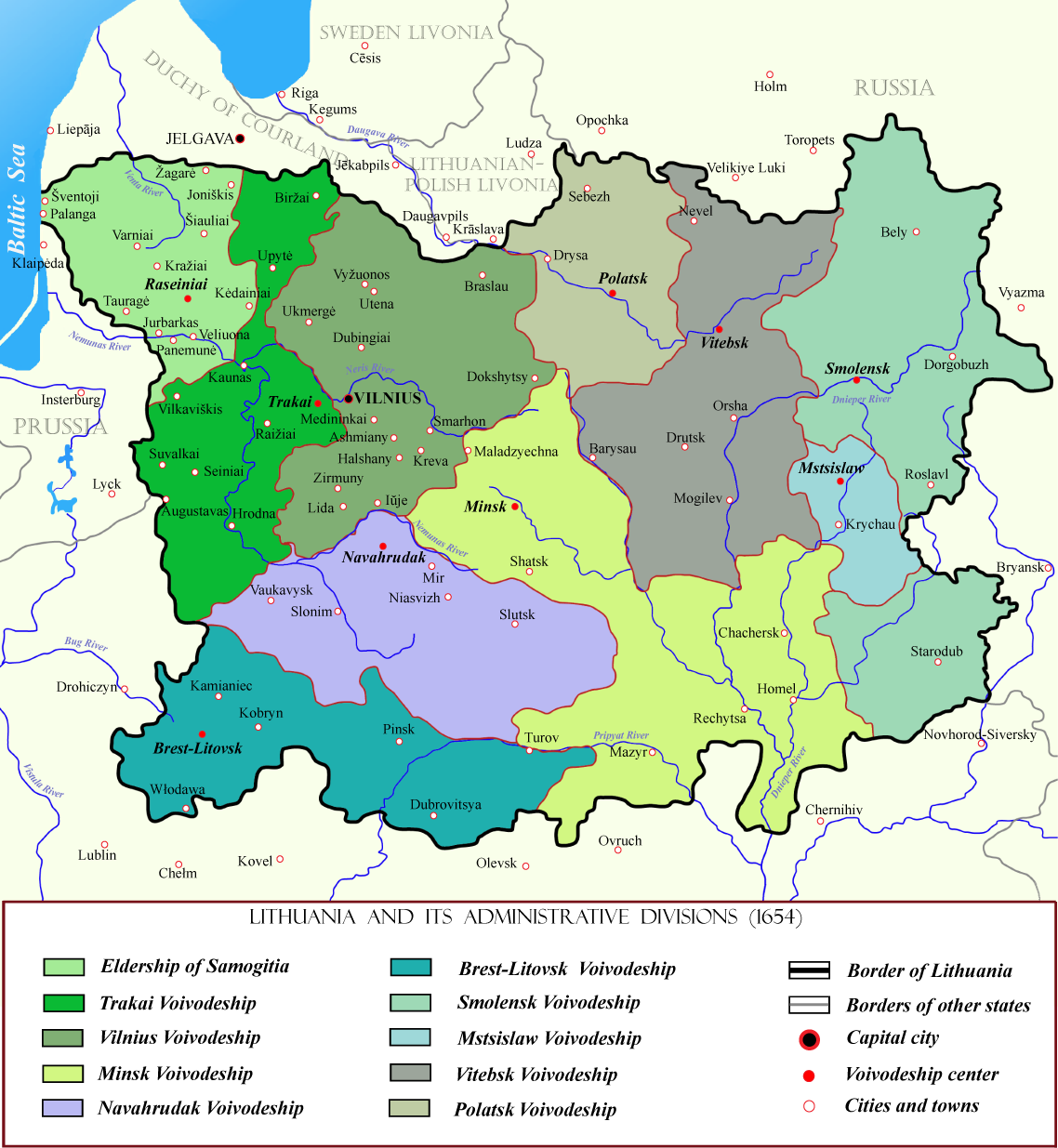
Verwaltungsgliederung des Großfürstentums Litauen im 17. Jahrhundert

Durch die Bildung der Union mit Polen und die Polonisierung fiel die Geschichte Litauens zwischen dem 16. und 18. Jahrhundert zu großen Teilen mit der Geschichte der polnischen Adelsrepublik zusammen. Diese war durch ständige Auseinandersetzungen mit Russland, Schweden und dem Osmanischen Reich geprägt. Während die Adelsrepublik im Livländischen Krieg und im Polnisch-Russischen Krieg von 1609 bis 1618 zunächst Erfolge verzeichnen konnte, musste sie gegenüber Schweden immer wieder Niederlagen einstecken. Im Zweiten Nordischen Krieg von 1655 bis 1660 stand die Adelsrepublik kurz vor ihrer Zerstörung. Im Vertrag von Oliva musste Polen-Litauen endgültig auf Estland, Livland zu Gunsten Schweden verzichten. Alle Ansprüche der polnischen Vasa auf die schwedische Krone mussten fallen gelassen werden und das Herzogtum Preußen an Brandenburg abgetreten werden. Im Vertrag von Andrussowo mit Russland 1667 verlor Polen-Litauen Smolensk, Severija, Czernichow und die linksufrige Ukraine mit Kiev an Russland. Nach dem Großen Nordischen Krieg (1700–1721) geriet Polen-Litauen in die außenpolitische Abhängigkeit zum Kaiserreich Russland.
Litauen war eines der Zentren jüdischer Kultur in Osteuropa mit eigenen Schulen, einer großen Bibliothek und zahlreichen Bibelschulen. Der Wohlstand und die relative Rechtssicherheit der Juden wurde nach 1648 nachhaltig erschüttert, als sie während der Kosakenaufstände (den sog. Chmelnyzkyj-Aufstand) schwere Pogrome erleiden mussten. Es folgte eine Ausschließung der Juden, die ein Bild der jüdischen Sonderexistenz erzeugte, die so bisher nicht existiert hatte und zu immer neuen Verfolgungen führte.
In der ersten Polnischen Teilung von 1772 verlor die Adelsrepublik ein Drittel ihres Territoriums und ihrer Bevölkerung. Russland gewann litauische Gebiete bis zur Düna und zum Dnepr mit einer vorwiegend belarussisch-bäuerlichen und einer von Juden geprägten städtischen Bevölkerung sowie einer kleinen Adelsschicht. In der Zweiten Teilung erhielt das Russische Kaiserreich unter anderem den Rest des verbliebenen Litauens. Gegenüber der neu gewonnenen Bevölkerung verhielt sich die Regierung in St. Petersburg unterschiedlich. Grundsätzlich herrschte religiöse Toleranz. Die polnische Amts- und Gerichtssprache und das litauische Statut von 1566 blieben erhalten. Polnische Institutionen wie der Sejm wurden jedoch abgeschafft. Der polnisch-litauische Adel konnte unter bestimmten Bedingungen in den russischen Adelsstand übertragen werden. So besetzte der litauische Adel auch die meisten Verwaltungsposten. Mit der höheren Geistlichkeit arbeitete die russische Regierung in Religionsfragen eng zusammen. Auch das Bürgertum wurde in seinen angestammten Rechten bestätigt. Zu den Verlierern gehörten die Juden und die Bauern, die noch mehr an die Leibeigenschaft gebunden wurden, und ihre (ohnehin nur wenigen) verbrieften Rechte aus der Adelsrepublik verloren.

## 19. Jahrhundert/Anfang 20. Jahrhundert
Mit der dritten und endgültigen Teilung Polens von 1795 kam Litauen unter russische Herrschaft. Nachdem Litauen zu einer Provinz des Russischen Reiches geworden war, behielt der litauische Adel zunächst die Idee, das Großfürstentum innerhalb Russlands zu erhalten. Dies wurde dennoch nie in die Tat umgesetzt. Im Gegenteil litt das Land für die Unterstützung Napoleon Bonapartes im Jahr 1812 unter den Repressionen Russlands. Im Jahr 1832 wurde als Reaktion auf den Novemberaufstand von 1830/1831 die Universität Vilnius geschlossen.
Im Jahr 1863 schlug die zaristische Armee den bedeutenden Januaraufstand in Polen und Litauen nieder. Russland verfolgte von nun an eine Politik der völligen Russifizierung. Erstens wurde der Druck litauischer Texte in lateinischer Schrift verboten. Diese mussten von jetzt an mit kyrillischem Alphabet geschrieben werden. Zweitens mussten die litauischen Grundschulen schließen und ausschließlich russische Lehrer durften den Unterricht in Russisch abhalten. Weiter wurden verstärkt russische Bauern nach Litauen übergesiedelt, wo sie Privilegien genossen. Die Güter und Herrenhöfe der litauischen Adligen, die sich an den Aufständen von 1831 und 1863 beteiligt hatten, wurden beschlagnahmt und an russische Herren vergeben. Die Behörden ließen viele katholische Kirchen schließen oder wandelten sie in orthodoxe um.

Verwaltungseinteilung Litauens in Gouvernements im russischen Zarenreich:
Gouvernement Vilnius/Wilna
Gouvernement Kaunas
Gouvernement Suwałki
Gouvernement Minsk
Gouvernement Kurland
Gouvernement Hrodna/Grodno
Gouvernement Wizebsk

Im 19. Jahrhundert verstärkten sich auch in Litauen die nationalen Bewegungen und es erschienen vermehrt Bücher auf Litauisch. Als Vater der litauischen Literatur gilt Kristijonas Donelaitis (1713–1780), der in den Jahren 1765–1775 sein Epos „Jahreszeiten“ (litauisch Metai) schuf. Er lebte und wirkte in Preußisch Litauen (Mažoji Lietuva, nördliches Ostpreußen), wo die litauische Bevölkerungsmehrheit in gewissem Rahmen ihre Kultur und Sprache behalten hatte. Die neue Generation der Intellektuellen engagierte sich vor allem seit den 1880er Jahren für die politische und historische Bildung der litauischen Nation. Eine führende Rolle spielte dabei der lange im Ausland lebende Jonas Basanavičius. Er gründete die erste litauischsprachige Zeitung Aušra („Die Morgenröte“), die zwischen 1883 und 1886 erschien. Ein anderer Aktivist, Vincas Kudirka, gab von 1885 bis 1905 die Zeitung Varpas („Glocke“) heraus. In Zeiten des Druckverbotes mit lateinischen Lettern wurden diese und andere Werke im benachbarten Ostpreußen gedruckt und von den sogenannten knygnešiai („Bücherträger“) ins Land geschmuggelt.
1904 wurde das Druckverbot in lateinischer Schrift aufgehoben, die Zensur blieb jedoch bestehen. Die erste legale Zeitung, Lietuvių laikraštis („Die Zeitung der Litauer“), erschien am 24. November 1904 in Sankt Petersburg, gefolgt von Vilniaus žinios („Vilniusser Nachrichten“) am 10. Dezember 1904. Am 4. und 5. Dezember 1905 versammelte sich Didysis Vilniaus Seimas (der Große Wilnaer Landtag) und erklärte die Autonomie des litauischen Staates innerhalb des Russischen Reiches. Folglich wurde die litauische Sprache wieder in den Schulen eingeführt.
Im Ersten Weltkrieg besetzte Deutschland 1915 die litauischen Gebiete und fasste sie unter der Federführung des Generals Erich Ludendorff zu einer Verwaltungseinheit Ober Ost zusammen. Gegen Ende des Weltkrieges wurde die formale Selbständigkeit Litauens, praktisch aber als Satellit des Deutschen Reiches, als Königreich unter Mindaugas II. angestrebt. Deutschland wollte Litauen als einen souveränen Staat nur dann anerkennen, wenn es in ökonomische und militärische Union mit dem Reich träte. Am 11. Dezember 1917 erklärte die Lietuvos Taryba die Wiederherstellung des „unabhängigen“ Staates Litauen mit der Hauptstadt Vilnius und mit Bindung an das Deutsche Reich. Da Deutschland die Anerkennung hinauszögerte, verkündete die Taryba am 16. Februar 1918 erneut die Unabhängigkeit Litauens ohne jegliche Verbindungen zu den anderen Staaten. Dieser Tag ist nationaler Feiertag.

## Erste Litauische Republik

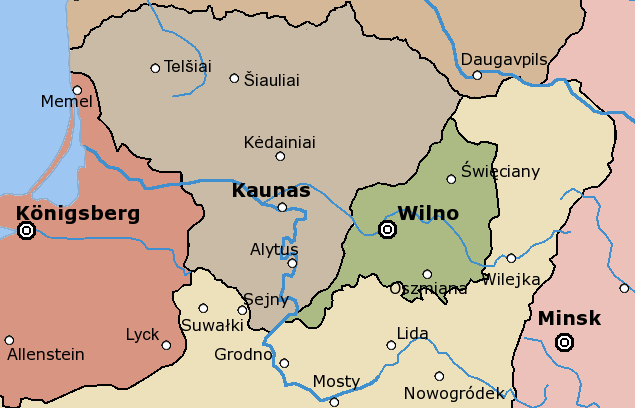
Karte von Litauen bis 1923

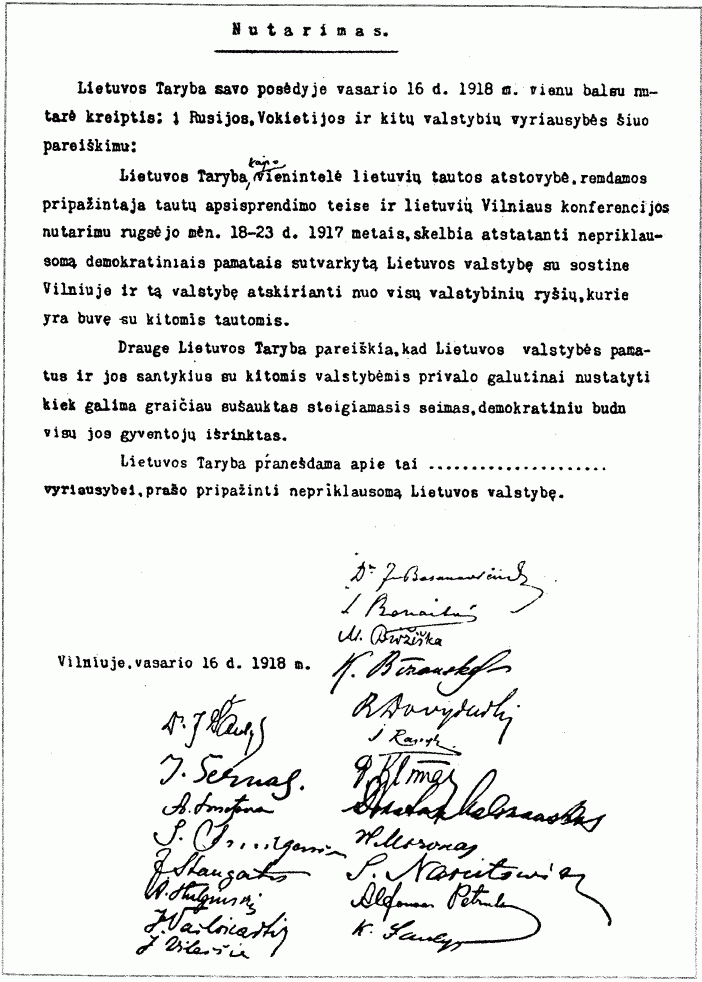
Unabhängigkeitserklärung vom 16. Februar 1918

Das Ende des Ersten Weltkriegs brachte die Gründung der Ersten Litauischen Republik, deren Akte in Vilnius im heutigen Museum Signatarenhaus Litauen am 16. Februar 1918 signiert wurde. Ein Angriff Sowjetsrusslands konnte im Verbund mit deutschen Freiwilligen abgewehrt werden. Der Versuch Sowjetrusslands, eine bolschewistische Litauisch-Weißrussische Sozialistische Sowjetrepublik („Lit-Bel“) durchzusetzen, scheiterte 1919. Die junge Republik konnte sich jedoch nicht gegen die territorialen Ansprüche Polens auf die mehrheitlich polnisch bewohnten Gebiete Litauens rund um Vilnius wehren, die von Truppen des polnischen Marschalls Józef Piłsudski 1920 im Polnisch-Litauischen Krieg besetzt worden waren.
Die polnische Okkupation des östlichen Litauens (und Proklamation der Litwa Środkowa) wurde vom Völkerbund de facto anerkannt. So wurde Kaunas zur „vorübergehenden Hauptstadt“ Litauens. Seinerseits annektierte Litauen am 10. Januar 1923 das Memelland, also den nördlich der Memel gelegenen Teil Ostpreußens mit der Hafenstadt Memel (heute Klaipėda). Es war seit dem Ende des Ersten Weltkriegs vom Völkerbund verwaltet worden. Am 8. Mai 1924 wurde diese Annexion in der Memelkonvention von den vorherigen Schutzmächten anerkannt.
Während der Zeit der ersten Republik gab es einen großen Aufschwung in der litauischen Kultur und Bildung, dessen Zentrum die Hauptstadt Kaunas war. Am 17. Dezember 1926 kam Antanas Smetona durch einen Putsch an die Macht und löste das Parlament auf, um fortan das Land autoritär zu regieren. Er bestimmte Augustinas Voldemaras zum Ministerpräsidenten. Am 15. Mai 1928 wurde unter Umgehung des Parlaments eine neue Verfassung verabschiedet, die dem Präsidenten größere Machtbefugnisse gab. Zu Beginn des Jahres 1929 berichtete die internationale Presse über Massenverhaftungen in Litauen, die sich vor allem gegen Sozialdemokraten richteten.
1929 setzte Smetona Voldemaras ab und übernahm die Führung des Landes alleine. Er wurde 1931 und 1938 wiedergewählt und blieb bis zum 15. Juni 1940 im Amt.

## Erste sowjetische Besatzung 1940/1941

Territoriale Änderungen des litauischen Staatsgebiets 1920–1940:
Sowjetische Militärbasen in Litauen, eingerichtet in Folge des Sowjetisch-Litauischen Beistandsvertrages, unterzeichnet am 10. Oktober 1939
----
Memelland
Memelland: nach dem Vertrag von Versailles unter die Verwaltung des Völkerbundes gestellt; durch Litauen im Januar 1923 annektiert; Anschluss an das Deutsche Reich nach einem Ultimatum, 22. März 1939
----
Suwałki-Region
Gebiet westlich des Flusses Šešupė: litauisches Gebiet; durch die Sowjetunion am 15. Juni 1940 besetzt, das Deutsche Reich verzichtete auf seine Ansprüche gegen eine Zahlung von $7,5 Millionen am 10. Januar 1941
„Suwałki-Dreieck“: polnisches Gebiet; von Litauen beansprucht; im September 1939 vom Deutschen Reich besetzt
Südliche Suwałki-Region: polnisches Gebiet; von Litauen beansprucht; durch die Sowjetunion im September 1939 besetzt
----
Vilnius-/Wilna-Gebiet
Westliches Vilnius-/Wilna-Gebiet: an Litauen aufgrund des Sowjetisch-Litauischen Beistandsvertrags vom 10. Oktober 1939
Westliches Vilnius-/Wilna-Gebiet: an die Litauische Sozialistische Sowjetrepublik am 6. November 1940 übergeben
Östliches Vilnius-/Wilna-Gebiet: zu keiner Zeit Teil des modernen Litauen

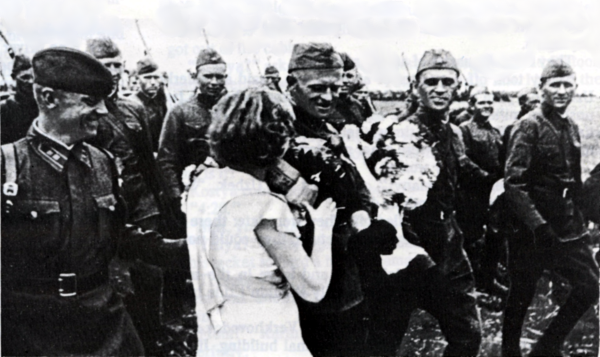
Einmarsch sowjetischer Soldaten in Litauen (Juni 1940)

Nach dem deutschen Ultimatum an Litauen im März 1939 musste Litauen das Memelgebiet wieder an Deutschland abtreten. Danach schlossen beide Staaten den Deutsch-Litauischen-Nichtangriffspakt. Im Hitler-Stalin-Pakt war Litauen zunächst dem deutschen Einflussgebiet zugeteilt worden. Nach dem Ausbruch des Zweiten Weltkrieges gab es jedoch eine Revision dieses Vertrages durch den Deutsch-Sowjetischen Grenz- und Freundschaftsvertrag mit einer Abänderung der Einflussbereiche. Deutschland erhielt Teile Ostpolens. Litauen wurde der Sowjetunion zugesprochen. Sofort übte die Sowjetunion Druck auf das kleine Land aus und forderte Litauen ultimativ auf, militärische Basen der Roten Armee im Land zuzulassen.
Nach dem sowjetischen Ultimatum erlegte die Sowjetunion Litauen am 10. Oktober 1939 einen Scheinvertrag auf, der das Ende der Souveränität Litauens bedeutete. Litauen wurde das zuvor polnisch und ab September 1939 sowjetisch besetzte Gebiet von Vilnius einschließlich der Stadt Vilnius zuerkannt, und die Sowjetunion konnte zum angeblichen Schutz Litauens erste Truppen in Litauen stationieren und acht Flugplätze einrichten.
Am 15. Juni 1940 marschierte die Rote Armee in Litauen ein und annektierte es. Nach der Aggression wurde die Regierung Litauens nun durch moskautreue Personen wie Antanas Sniečkus ersetzt, die Litauische Sozialistische Republik erklärt und um Aufnahme in die Sowjetunion „ersucht“. Am 3. August 1940 trat die „Litauische Sozialistische Sowjetrepublik“ der Sowjetunion bei.
Während der zwölf Monate bis zum Angriff Deutschlands auf die Sowjetunion (Juni 1941) wurde Litauen mit den gleichen Maßnahmen überzogen wie die übrigen sowjetisch besetzten Gebiete: wer konterrevolutionärer, antisowjetischer Gesinnung oder der Wirtschaftssabotage verdächtigt wurde, insbesondere Mitglieder der militärischen, politischen oder kulturellen Elite, wurde inhaftiert, in den sowjetischen Gulag deportiert und in vielen Fällen ermordet. Etliche Litauer erklärten sich angesichts des Terrors entgegen ihrer Selbstidentifikation zu Angehörigen der deutschen Minderheit, um im Rahmen der Umsiedlung der Deutsch-Balten das Land verlassen zu können.
Am 22. Juni 1941 begann Deutschland den Deutsch-Sowjetischen Krieg; die angreifenden Truppen kamen vielerorts zügig voran. Zeitgleich startete ein Aufstand der von Berlin gesteuerten LAF (Lietuvos Aktyvistu Frontas) gegen die abziehende Rote Armee. Am 23. Juni wurde die Unabhängigkeit verkündet. Gleichzeitig kam es in Kaunas und anderswo zu Pogromen der LAF gegen die jüdische Bevölkerung und gegen Kommunisten (siehe auch nächsten Abschnitt).
Als beim Anmarsch der Deutschen keine Zeit mehr blieb, alle noch im Lande Internierten in die Sowjetunion zu deportieren, ordnete Beria (seit November 1938 Chef des NKWD) in einem Geheimtelegramm vom 24. Juni 1941 an, die nicht deportierbaren Untersuchungshäftlinge und bereits Verurteilten zu erschießen.

## Deutsche Besatzung im Zweiten Weltkrieg
Mit dem deutschen Blitzkrieg im Osten – Litauen war innerhalb einer Woche vollständig besetzt – rückte die jüdische Bevölkerung ins Visier der neuen Machthaber und der mit den Besatzungsmächten kollaborierenden nationalistischen und rechtsextremen Gruppierungen.
Laut dem Historiker Klaus Kellmann finde die in allen besetzten Gebieten „eminent geringe Präsenz vor Ort“ in Litauen ein „herausragendes Beispiel“: „Spätestens vom August 1941 an hatten nationalistische, rechte, rechtsextreme litauische Gruppierungen mit der Gestapo alle Schlüsselstellungen in der Polizei, der Verwaltung und Schutzmannschaft besetzt. Drei Jahre später standen den 660 in der Zivilverwaltung tätigen Deutschen 20.000 litauische Angestellte gegenüber. Ein äußerst begehrtes gemeinsames Arbeitsfeld war die ‚Liquidierung jüdischen Eigentums‘, wo den Deutschen die Kontrolle vollständig entglitt.“
In den ersten Monaten des deutschen Überfalls auf die Sowjetunion wurden bis November 1941 bei Gewaltexzessen unter Führung des „Rollkommandos Hamann“ unter SS-Obersturmbannführer Joachim Hamann, unterstützt von einem Bataillon litauischer Hilfspolizisten (Pagalbinės Policijos Tarnybos Batalionas), landesweit etwa 175.000 Menschen ermordet. Massenverhaftungen von Kritikern und Minderheiten, Verschleppungen und Deportationen von Zwangsarbeitern setzten ein, das Land erlebte einen schnellen wirtschaftlichen und kulturellen Niedergang. Die nicht arbeitsfähigen Juden wurden bis Herbst 1941 zu Tausenden erschossen, Schätzungen gehen von etwa 80.000 getöteten Juden allein in diesen vier Monaten aus. Die verbliebenen Juden Litauens lebten überwiegend in den Ghettos von Kaunas, Vilnius und Šiauliai und einigen kleineren Ghettos als so genannte 'Arbeitsjuden' (vgl. Jäger-Bericht). Mit Beginn des Vorrückens der Roten Armee wurden die Ghettos von Kaunas und Šiauliai in Konzentrationslager umfunktioniert, alle anderen Ghettos aufgelöst und die Juden in Vernichtungslager deportiert. Beim Rückzug der deutschen Truppen wurden auch die verbliebenen Juden von Kaunas und Šiauliai ermordet. Insgesamt kostete der Zweite Weltkrieg etwa 200.000 litauischen Juden (ca. 90 %) das Leben.
Litauen unterstand während der deutschen Besetzung der neu eingerichteten Zivilverwaltung des Reichskommissariats Ostland mit Sitz in Riga. Das Land bildete den Generalbezirk Litauen mit Sitz in Kauen, so die damals deutsche Bezeichnung für Kaunas.
In Litauen wurde versucht, das sogenannte Kegelbahnprojekt umzusetzen, also die gezielte Besiedlung bestimmter eroberter Ostgebiete mit deutschen Aussiedlern.

## Zweite sowjetische Besatzung / Litauische Sozialistische Sowjetrepublik (1945 bis 1990)
Im Herbst 1944 eroberte die Rote Armee Litauen zurück; erneut wurde eine kommunistische Regierung eingesetzt und die Litauische Sozialistische Sowjetrepublik von 1940 wiederhergestellt. Einige Litauer flohen mit den Deutschen nach Westen und emigrierten später nach Australien, Süd- und Nordamerika, wo sich Chicago zu einem Zentrum litauischer Emigration entwickelte. Im Land kam es erneut zu einer Säuberungswelle mit Hinrichtungen, Internierungen und Deportationen. Von 1947 bis 1949 ließ Josef Stalin im Zuge der Kollektivierung der Bauernhöfe 220.000 litauische Bauern nach Sibirien verschleppen.
Viele Tausend gingen in den Widerstand und kämpften (bis etwa 1953) als Waldbrüder (litauisch: miško broliai) genannte Partisanen gegen die sowjetische Herrschaft und Russifizierung. Über 30.000 weitere Litauer starben im Partisanenkampf gegen die Sowjets.
Die sowjetische Zeit brachte einen starken Zuzug von Personen verschiedener Nationalitäten aus anderen Teilen der Sowjetunion, insbesondere in die praktisch verwaiste Hafenstadt Klaipėda und in die Hauptstadt Vilnius. Es folgte eine starke Industrialisierung Litauens, das noch bis zum Zweiten Weltkrieg vorwiegend bäuerlich geprägt war. Ziel der sowjetischen Herrscher war es, möglichst viele Russen anzusiedeln und die Region zu russifizieren. Trotz der Vorherrschaft Moskaus konnte Litauen einige Unabhängigkeit bewahren; so blieb das Litauische Amtssprache und in Schulen, Universitäten und im Fernsehen präsent.

## Unabhängigkeit seit 1990
Mit Glasnost und Perestroika unter Michail Gorbatschow änderte sich die Stimmung auch in Litauen. Bereits 1988 gründete sich die Unabhängigkeitsbewegung „Sąjūdis“.
Im Februar 1990 fanden erstmals freie Wahlen statt, die die Sajudis klar für sich entscheiden konnte. Am 11. März erklärte der neu gewählte Oberste Sowjet Litauen als erste Unionsrepublik der UdSSR für unabhängig und setzte die Vorkriegsverfassung wieder in Kraft. Damit wurde der Anfang vom Ende der Sowjetunion eingeläutet (singende Revolution). Gorbatschow erkannte die Sprengkraft der Entscheidung (etwa für den von ihm angestrebten Bundesstaat). Er forderte wütend die Rücknahme der „rechtswidrigen Akte“, was Vytautas Landsbergis verweigerte, der als Vorstand von Sajudis und Parlamentsvorsitzender eine zentrale Rolle bei dem gewaltlosen Befreiungskampf spielte. Daraufhin verhängte der Kreml eine Wirtschaftsblockade, die Litauen an den Rand des Zusammenbruchs brachte – auch deshalb, weil Hilfe aus dem Westen ausblieb. Gorbatschow stellte den Litauern ein Ultimatum.
Am 13. Januar 1991 (Januarereignisse in Litauen 1991) versuchten moskautreue Kräfte, sich mit Unterstützung sowjetischer Militärs an die Macht zu putschen. Dabei starben insgesamt 14 unbewaffnete Zivilisten, die Parlament und Fernsehturm in Vilnius verteidigten, über 1000 wurden verletzt. Der Putsch misslang. Als Antwort auf die blutigen Ereignisse fand das Referendum am 9. Februar 1991 statt. Bei einer Wahlbeteiligung von 85 % stimmten 90,5 % der Wähler für ein unabhängiges Litauen. Das isländische Parlament beschloss als erstes in der Welt, Litauen als unabhängige Republik anzuerkennen.
Gorbatschow erklärte das Referendum für ungültig; das Fernsehgebäude blieb auf Weiteres besetzt. OMON-Truppen überfielen einen litauischen Grenzposten und töteten sieben Grenzer.
Nach dem fehlgeschlagenen Putsch in Moskau am 20. August 1991 von Seiten kommunistischer Hardliner wurde Litauens Unabhängigkeit innerhalb kürzester Zeit von über 90 Staaten anerkannt. Am 6. September, drei Tage nach den USA, erkannte die Sowjetunion die Souveränität der drei baltischen Staaten (Litauen, Lettland und Estland) an.
Nach anfänglicher Wirtschaftskrise und politischer Instabilität gewann die Reformpolitik zunehmend an Dynamik, insbesondere nach der Überwindung der „Russlandkrise“ von 1998. 1999 erhielten Litauen und Lettland von der EU im „Nachrückverfahren“ den Status offizieller EU-Beitrittskandidaten.
2003 sorgte eine Affäre um den litauischen Präsidenten Rolandas Paksas für Wirbel, in der ihm Verwicklungen mit der organisierten Kriminalität vorgeworfen wurden. Am 19. Februar 2004 stimmte das litauische Parlament schließlich mit 62 zu 11 Stimmen für die Einleitung eines Amtsenthebungsverfahrens. Am 6. April 2004 wurde Staatspräsident Paksas entmachtet.
Am 13. Juni 2004 wurden gleichzeitig der neue Präsident und zum ersten Mal die Delegierten zum Europäischen Parlament gewählt. Der ehemalige Präsident Valdas Adamkus kandidierte wieder und gewann mit 51,89 % der Wählerstimmen gegen die ehemalige Ministerpräsidentin Kasimira Danutė Prunskienė (46,66 %). Die Wahlbeteiligung war mit 52,46 % gering.
Litauen wurde am 29. März 2004 Mitglied der NATO und am 1. Mai 2004 der Europäischen Union. Seit 21. Dezember 2007 ist Litauen Teil des Schengen-Raums. Der für den 1. Januar 2007 geplante Beitritt zur Eurozone wurde wegen zu hoher Inflation auf unbestimmte Zeit verschoben. Seit dem 1. Januar 2015 ist der Euro die Währung Litauens.
Am 4. April 2015 erfolgte die OECD-Ministerrat-Entscheidung über die Einladung zum Aufnahmeverfahren in den OECD-Verbund aufgrund des OECD-Wirtschaftsberichts 2016 zu Litauen, in dem die wirtschaftliche Entwicklung der letzten 25 Jahren als erfolgreich bewertet wurde. Seit dem 5. Juli 2018 ist Litauen Mitglied der OECD. Das Beitrittsabkommen wurde am 30. Mai 2018 unterzeichnet und einige Tage später ratifiziert.

## Historisches Kartenmaterial
Historisches Kartenmaterial zu den baltischen Staaten aus dem Atlas To Freeman’s Historical Geography, Edited by J.B. Bury, Longmans Green and Co. Third Edition 1903 ist von der Universität zu Texas (Austin) für Bildungszwecke frei abrufbar: (je Datei 0,3 bis 0,4 MB)
- Baltic Lands 1000 A.D.
- Baltic Lands 1220 A.D.
- Baltic Lands 1270 A.D.
- Baltic Lands 1350–1360 A.D.
- Baltic Lands 1400 A.D.
- Baltic Lands 1478 A.D.
- Baltic Lands 1563 A.D.
- Baltic Lands 1617 A.D.
- Baltic Lands 1701 A.D.
- Baltic Lands 1772 A.D.
- Baltic Lands 1795 A.D.
- Baltic Lands 1809 A.D.